# Kunama
Kunama (tidigare även baza, bazen eller schangalla) är en nilotisk folkgrupp som lever kring gränsområdet mellan Eritrea och Etiopien. Ett större antal från kunamafolket lever också som flyktingar i Sudan. Språket de talar har samma namn som folket, kunama. Det är ett nilo-sahariskt språk, som är nära besläktat med de talade språken i   Sudan, Tchad och Etiopien.

Ursprungligen var kunamafolket animister, men numer är de flesta kristna eller muslimer även om de behållit en stor del av gamla traditioner.
I Eritrea är kunamas en av de erkända etniska folkgrupperna men är också en av de minsta etniska grupperna i landet. Enligt uppskattningar från år 2010 utgjorde folkgruppen ca 2 % av befolkningen. Det egentliga antalet kunamas är okänt och uppskattningarna varierar kraftigt mellan olika källor från 50 000 till 147 000.

## Bakgrund
Från början var kunama ett nomadfolk men har senare blivit bofasta jordbrukare och pastoralister. Det finns olika teorier om varifrån kunamafolket har sitt ursprung. En teori är att de härstammar från det historiska kungariket Aksum, ett namn som på kunama-språket betyder "den femte lilla kullen". En annan teori är att de ursprungligen härstammar från området kring Nilens avrinningsområde. Kunamafolket och narafolket tros vara de första folken som bosatte sig i det som numer utgör Eritrea.
Från mitten av 1800-talen och flera årtionden därefter verkade svenska missionärer, inklusive Evangeliska Fosterlandsstiftelsen, bland kunamafolket. Under 1950-talet gjordes etnografiska undersökningar bland kunamafolket av svenska Etiopienexpeditionen.
Som minoritetsgrupp i Eritrea har kunamafolket ofta blivit utsatta för social stigmatisering. Tigrinyafolket, som är majoritetsbefolkning i Eritrea, betraktar kunamafolket som "mindre utvecklade" och "mindre avancerade". En stigmatisering som även andra minoritetsgrupper i Eritrea mött.

## Kultur
Kvinnorna har en framträdande roll inom kumanasamhället. Släktingar erkänns endast på moderns sida och barn blir endast medlemmar i kumana om barnet föds av en kvinna som tillhör samhället.
Kunamafolket har ceremonier för rätt till övergångar till nya faser som exempelvis vid födelse, omskärelse och övergång till vuxen ålder. Kvinnlig könsstympning utförs vanligtvis på flickor när de är mellan fem och tolv år. Andra källor menar att i Eritrea är kunamafolket den enda folkgrupp som inte utför könsstympning.
Många uppgifter utförs gemensamt i samhället som exempelvis husbyggande, samla in ved, sätta staket, plöjning, ogräsrensning av åkergrödor, skörd, insamling och lagring av grödor, begravning och minnesriter.